# Evral Trapp
Pour les articles homonymes, voir Trapp (homonymie).
Evral Reginald Trapp (né le 22 janvier 1987 au Belize) est un joueur de football international bélizien, qui évolue au poste de défenseur.

## Biographie

### Carrière en sélection
Evral Trapp reçoit 21 sélections en équipe du Belize entre 2010 et 2015, sans inscrire de but.
Il joue son premier match en équipe nationale le 10 septembre 2010, contre Trinité-et-Tobago (match nul et vierge). Il reçoit sa dernière sélection le 4 septembre 2015, contre le Canada (défaite 3-0).
Il dispute cinq matchs lors des éliminatoires du mondial 2014, et un match lors des éliminatoires du mondial 2018.
Il participe avec l'équipe du Belize à la Gold Cup 2013, organisée aux États-Unis.